# Commissariato regionale della Regione di Obbia
Il Commissariato regionale della Regione di Obbia venne istituito nel 1926 nella Somalia italiana.
Era diviso in tre residenze:
- El Bur
- Gallacaio
- Harardera